# Gay-Straight Alliance
Gay-Straight Alliance – grupy osób i organizacje popierające postulaty równouprawnienia osób LGBT. W ramach wyrażenie poparcia, powstały tzw. kluby Gay-Straight Alliance zrzeszające młodzież LGBT i młodzież straight (heteroseksualną). Kluby heterosojuszników powstały początkowo w latach 80. ub. wieku w Massachusetts, ale główny ich rozkwit przypada na lata 90. w Kalifornii (USA).

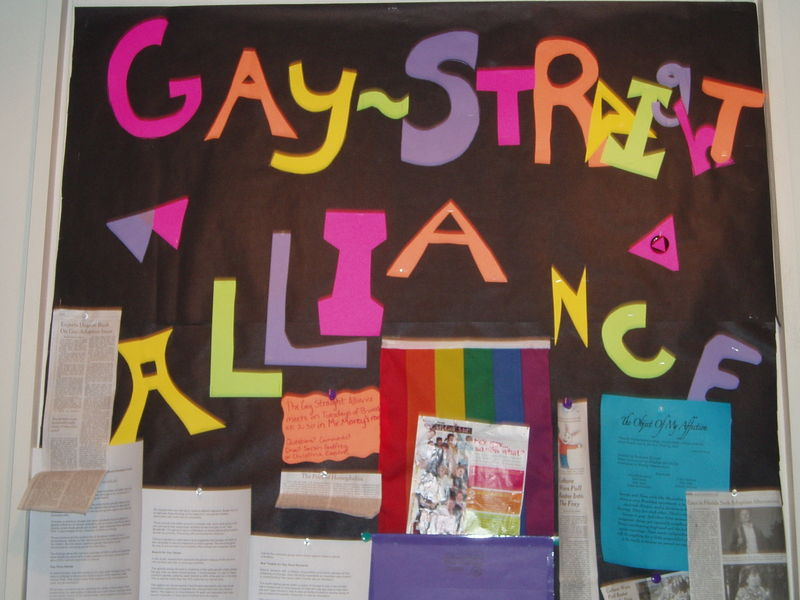
tablica ogłoszeń w szkole średniej (Kent Public School)

Celem tych organizacji zakładanych w szkołach średnich i wyższych jest zwalczanie homofobii w systemach edukacyjnych. Obecnie kluby takie działają w większości w Ameryce Północnej oraz w niektórych krajach europejskich i Australii. Edukatorzy Uniwersytetu Concordia w Montrealu w 2009 wydali cykl opracowań dla studentów i nauczycieli oferujący zasady i cele zakładania takich klubów i ich wpływ na zwiększanie poziomu tolerancji i pozytywny wpływ tych organizacji w zwalczaniu dyskryminacji w środowiskach szkolno-studenckich.

## Aktywność i formy działalności
Czasami organizacje te lub grupy o podobnych celach i założeniach określają się jako Queer Straight Alliance. W 1999 pierwszy tego typu związek w Wielkiej Brytanii (szkoła średnia w Putney w Londynie) był współzałożycielem brytyjskiego Queer Youth Network – ogólnobrytyjskiej federacji młodzieży LGBTQ.
Organizacje gej-straight zajmują się też szeroko rozumianą akcją edukacyjną i socjalną dla środowisk młodzieży LGBT i współpracują w tej dziedzinie z szeregiem organizacji rządowych i non profit. Przykładem takiej działalności jest australijska grupa Kaleidoscope Gay-Straight Alliance.
Studenci Uniwersytetu Pensylwanii zrzeszający się w lokalnym związku gay-straight organizują np. wspólne oglądanie kolejnych odcinków popularnego serialu telewizyjnego „Glee”. Ten serial, bijący rekordy popularności w telewizji amerykańskiej, prezentuje przykład młodzieży, którą łączą wspólne cele i zainteresowania bez względu na różnice w orientacjach seksualnych. Serial ten porusza też zagadnienia homofobii w szkołach.
Typowym przykładem działalności takich klubów była współorganizacja wespół z Kuratorium Szkolnym (School Board) Konferencji Anty-homofobicznej w szkolnym okręgu Vancouver, w Kanadzie w marcu 2010. Celem tej Konferencji było udostępnienie uczniom szkół średnich (Junior High – poziom gimnazjalny) metod i sposobów zwalczania homofobii w środowisku szkolnym.

## Formy wsparcia
Według publikacji dedykowanych sojusznikom osób LGBT, pomoc jest możliwa poprzez:
- zdobywanie wiedzy na tematy sytuacji osób LGBT,
- reagowanie na homofobię na internecie i w życiu codziennym,
- wspieranie równości w dyskusjach na temat ich praw,
- codzienną postawę wobec osób LGBT, ale też i uczestnictwo w marszach społecznych,
- świadome głosowanie w wyborach, tzn. popieranie polityków wspierających prawa osób LGBT.

## Zagadnienia prawne
Mimo że popularność i liczebność klubów osiągnęła nie przewidziany przez oryginalnych założycieli sukces, młodzież szkolna i uniwersytecka jeszcze lata później w niektórych regionach spotykała się z przeszkodami w zakładaniu klubów. W 2008 na Florydzie jedna ze szkół średnich odmówiła zgody na założenie klubu. Amerykański Związek Wolności Obywatelskich (American Civil Liberties Union) zaskarżył administrację szkolną do sądu. Prawomocnym wyrokiem stanowisko szkoły określono, jako niezgodne z prawem i nakazano administracji rejestrację klubu gej-straight.
W 2006 administracja Uniwersytetu Tuoro w Kalifornii zagroziła tamtejszemu Gay-Straight Alliance odebraniem wszelkich funduszy uniwersyteckich oraz zabroniła grupie spotykania się na terenach uczelni. Jako powód podano niezgodność misji klubu i prawa żydowskiego (uniwersytet jest fundowany przez grupy żydowskie). Po czterodniowych protestach oraz interpelacji rady miejskiej Tuoro rektor uniwersytetu oświadczył, że decyzja administracji nigdy nie była konsultowana ani aprobowana przez rektorat lub senat uczelni. Podkreślił, że decyzja administracji nie była i nie będzie wprowadzona w życie. Klub kontynuuje swoją działalność do dziś, a jego zasadniczym celem jest przygotowanie kadry studentów medycyny do znajomości środowiska LGBT i wzrostu tolerancji w środowisku lekarskim.
W grudniu 2011 w prowincji Ontario w Kanadzie rząd prowincjonalny zapowiedział wprowadzenie ustawy nakazującej wszystkim szkołom podstawowym i średnim umożliwianie i pomoc w zakładaniu klubów typu Gej-Straight. Było to bezpośrednią reakcją rządu na wzrost tragicznych przypadków samobójstw dzieci i młodzieży- ofiar homofobii i innych form dyskryminacji. Ustawa ta obowiązywać będzie wszystkie szkoły, w tym i te z osobnego systemu szkół katolickich.